# Sphaerosoma paganetti
Sphaerosoma paganetti is een keversoort uit de familie Alexiidae. De wetenschappelijke naam van de soort is voor het eerst geldig gepubliceerd in 1914 door Obengerger.